# Henry Tassie

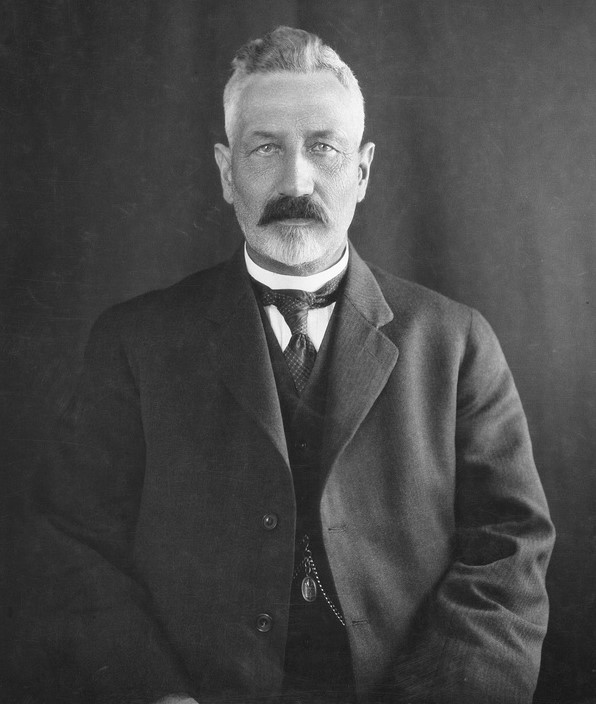
Henry Tassie (1926)

Hon. Henry Tassie (* 8. Juni 1863; † 26. Oktober 1945) war ein australischer Politiker der Liberal Union, der Liberal Federation und später der Liberal and Country League (LCL), der zwischen 1918 und 1938 Mitglied des South Australian Legislative Council sowie in der ersten Regierung von Premier Richard Layton Butler von 1927 bis 1930 verschiedene Ministerämter bekleidete.

## Leben
Henry Tassie, Sohn des 1854 aus Schottland eingewanderten Robert Stewart Tassie (1831–1905), besuchte nach der W. S. Moore’s Pulteney Street School mit einem Stipendium das St. Peter’s College in Adelaide. Danach war er drei Jahre für die Firma W. & J. Storrie in Adelaide sowie im Anschluss für D. M. Peek in Balaklava. 1895 begann er eine Beschäftigung bei einem Börsenmakler und gründete dann in Gay’s Arcade ein Unternehmen, aus dem Tassie, McKee & Tassie hervorgingen. Er war mehrere Jahre lang Wirtschaftsprüfer für Broken Hill Proprietary und Direktor von Office Equippers Ltd. Er war Präsident des Institute of Accountants of South Australia und der Australian National Federation. Er war Sekretär und Präsident des Balaklava-Instituts und Mitglied der Caledonian Society sowie von 1902 bis 1905 deren Sekretär. Er war zudem ein langjähriges Mitglied der Methodistischen Kirche sowie Mitglied des methodistischen Bundesrats.
Am 6. April 1918 wurde Tassie für die Liberal Union für den damaligen Wahlkreis Central District No 2 zum Mitglied des South Australian Legislative Council gewählt, des Oberhauses des Parlaments von South Australia. Er war bis zum 18. März 1938 Mitglied des Legislativrates, wobei er seit dem 16. Oktober 1923 der aus der Liberal Union hervorgegangenen Liberal Federation sowie seit dem 18. März 1932 der aus der Liberal Federation entstandenen Liberal and Country League (LCL) angehörte. Er war ferner langjähriges Mitglied des Stadtrates sowie zwischen 1924 und 1925 Bürgermeister von Glenelg City und ferner 1927 erneut Sekretär der Caledonian Society.
Nach den Wahlen am 26. März 1927, bei denen die Liberal Federation 23 der 46 Sitze im South Australian House of Assembly erhielt, des Unterhauses des Parlaments von South Australia, wurde Henry Tassie am 8. April 1927 in die erste Regierung von Premier Richard Layton Butler berufen und bekleidete in dieser in Personalunion bis zum 17. April 1930 die Ämter als Chefsekretär der Regierung (Chief Secretary), wodurch er zeitweise auch den Premier vertrat, und als Bergbauminister (Minister of Mines). Darüber hinaus fungierte er vom 8. April 1927 bis zum 15. Januar 1930 auch als Minister für Meeresangelegenheiten (Minister of Marine). Am 7. August 1930 wurde ihm der Höflichkeitstitel The Honourable verliehen.
Aus seiner am 13. Oktober 1885 geschlossenen Ehe mit Susan Dellow gingen acht Kinder hervor, darunter der Sohn Eric Tassie (1887–1936), der zwischen 1929 und 1935 Präsident des Australian National Football Council (ANFC) war, der nationale Dachverband für Australian Football.

## Hintergrundliteratur
- Parliament of South Australia: Statistical Record of the Legislature 1836–2007 (Memento vom 11. März 2019 im Internet Archive)